# Elise Bach

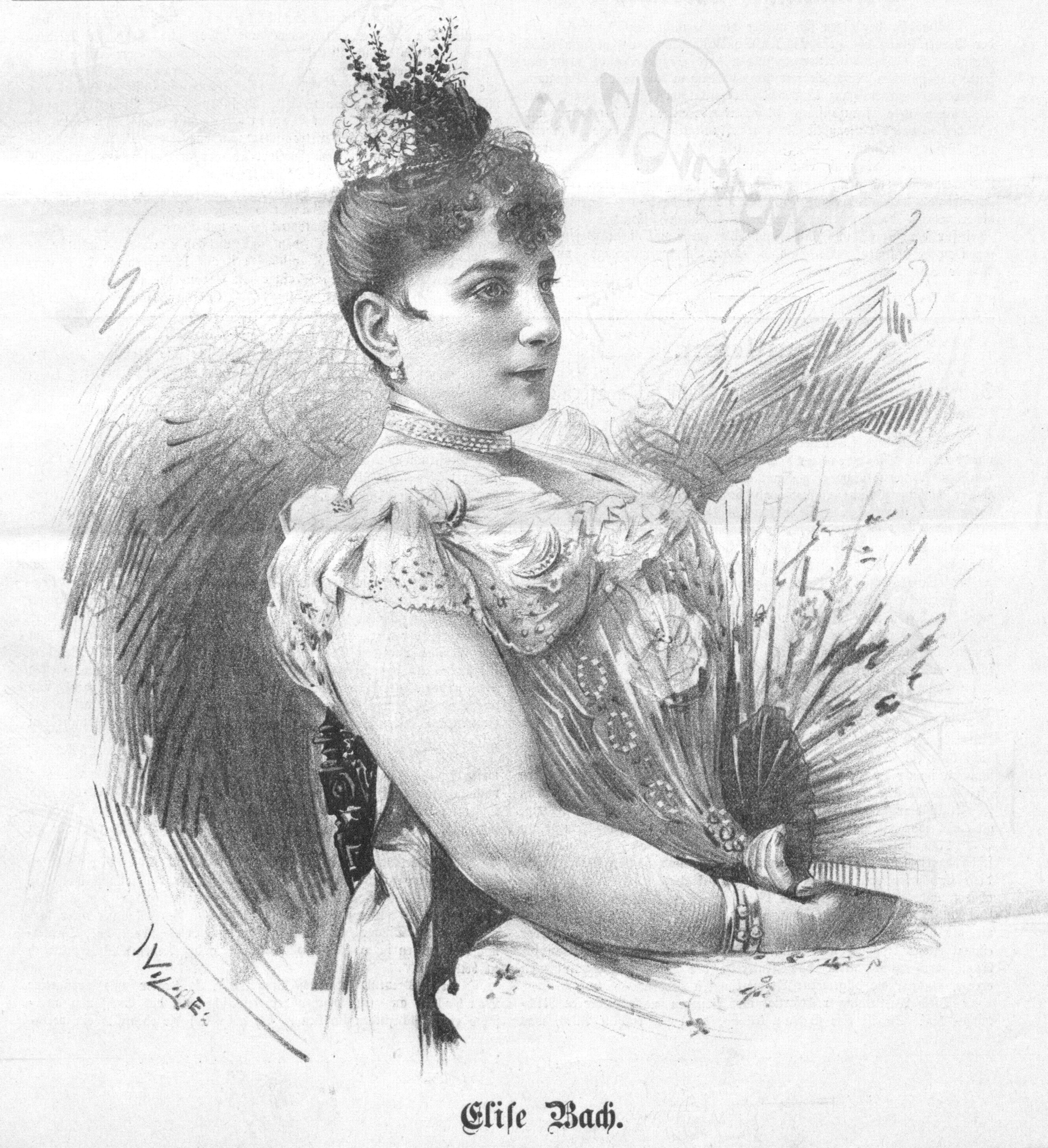
Elise Bach im Jahre 1892

Elise Bach, verheiratete Elise von Singer (* 4. Oktober 1852 in Wien; † 16. Jänner 1932 in Mauer-Öhling) war eine österreichische Theaterschauspielerin.

## Leben
Bach, die Tochter eines in Wien sehr beschäftigten Theaters, zeigte als Achtjährige ihr schauspielerisches Talent in einer Schulprüfung. Daraufhin erwachte in ihr der Wunsch zum Theater zu gehen.
Nachdem die Mutter ihrem Wunsch nachgegeben hatte, erhielt sie dramatischen Unterricht bei Emilie Door und Alexander Strakosch. Ihre ersten Auftritte in allerdings kleineren Rollen hatte sie am Karltheater. Danach wechselte sie für ein Jahr ans Theater an der Wien, um anschließend wieder ans Karltheater zurückzukehren. Es folgte ein Engagement unter der Direktion Gallmeyer-Rosen am Strampfertheater. Der Schriftsteller Julius Rosen schrieb für sie den „Schutzgeist“, eine Rolle, mit der sie ganz Wien entzückte.
Es folgten Engagements am Deutschen Theater in Pest und 1880 am Ringtheater. Zu dieser Zeit erkrankte Philomene Hartl-Mitius, und der Münchner Theaterdirektor Max Hofpaur lud Bach an deren Stelle zu einem Gastspiel nach Berlin. Danach engagierte er sie für sechs Jahre nach München. 1886 verließ sie München und kehrte nach Wien zurück, nahm aber kein festes Engagement mehr an, sondern gastierte noch eine Zeitlang an verschiedenen Theatern.
Bach heiratete 1890 Ferdinand von Singer, aus der Ehe ging eine früh verstorbene Tochter hervor. Im Oktober 1930 übersiedelte Bach in die Kuranstalt Sauerhof nach Baden, im Jahr darauf wurde sie aufgrund einer Geisteskrankheit in die Heil- und Pflegeanstalt Mauer-Oehling überführt. Dort, im heutigen Landesklinikum Mauer, starb sie im Jänner 1932.